# 大瀬あみ
 大瀬あみ（おおせ あみ、1991年2月26日 - ）は、日本の女優。

## 人物
東京都出身。身長156cm。血液型はO型。靴のサイズは24cm。

## 出演

### テレビ
- MAGISTER NEGI MAGI 魔法先生ネギま!（2007年10月 - 2008年3月、テレビ東京系列） - 綾瀬夕映 役

### CM
- キットカット（2007年）